# Kalanchoe densiflora
Kalanchoe densiflora és una espècie de planta suculenta del gènere Kalanchoe, de la família de les Crassulaceae.

## Descripció
És una herba perenne glabra, de tija erecta, de 0,3 a 3 m d'alçada.
Les fulles són peciolades, oblongues, ovades o suborbiculars, de fins a 18 cm de llarg i 10 cm. ample, vèrtex obtús, base cuneada, marges crenats, de color verd clar; pecíol de fins a 3 cm. llarg, aplanat i acanalat per sobre, lleugerament eixamplat a la base.
La inflorescència és un cim paniculat densament florit de fins a 30 cm de llarg; pedicels d'1 a 4 mm de llarg, visiblement eixamplat per sota de la flor, glabre, rarament poc pilós (var. subpilosa Cuf. d'Etiòpia).
Les flors són erectes; calze-lòbuls triangular-subulats, de 2 a 8 mm. de llarg i de 1 a 1,5 mm d'ample, llargs, atenuats, connats a la base durant 0,1 a 0,3 mm., glabres, poques vegades poc pilosos (var. subpilosa); tub de la corol·la de groc pàl·lid a verdós; pètals de color groc a taronja fosc, taronja vermellós o vermell; tub de 8-12 mm. llarg; lòbuls oblong-lanceolats a amplament obovats, de 2 a 5 mm de llarg i de 1,5 a 4 mm d'ample, truncats o retusos, mucronats (mucró de 0,2 a 1 mm. de llarg).

## Distribució
Planta endèmica de Etiòpia, Kenya, Sudan, Tanzània, Uganda, i Rep. Dem. del Congo.

## Taxonomia
Kalanchoe densiflora va ser descrita per Robert Allen Rolfe i publicada al Bulletin of Miscellaneous Information, Royal Gardens, Kew 1919: 263. 1919.

### Etimologia
Kalanchoe: nom genèric que deriva de la paraula cantonesa "Kalan Chauhuy", 伽藍菜 que significa 'allò que cau i creix'.
densiflora: epítet de les paraules llatines densi = 'dens' i flora = 'flor'.

### Sinonímia
- Kalanchoe bequaertii De Wild.